# Cultura de Starčevo
La cultura de Starčevo és una cultura arqueològica del Neolític del sud-est d'Europa datada entre 6200 i 4500 ae. Sovint se la inclou en un grup geogràficament més extens denominat cultura de Starčevo–Körös–Criş,[3] que sol considerar-se com manifestacions diferents d'un mateix tipus de cultura arqueològica.
La localitat de Starcevo, el jaciment que li dona nom, és al marge esquerre del Danubi, prop de Belgrad (Sèrbia). És la primera cultura agrícola de la regió, encara que la caça i la recol·lecció eren encara part significativa de la dieta dels seus habitants.

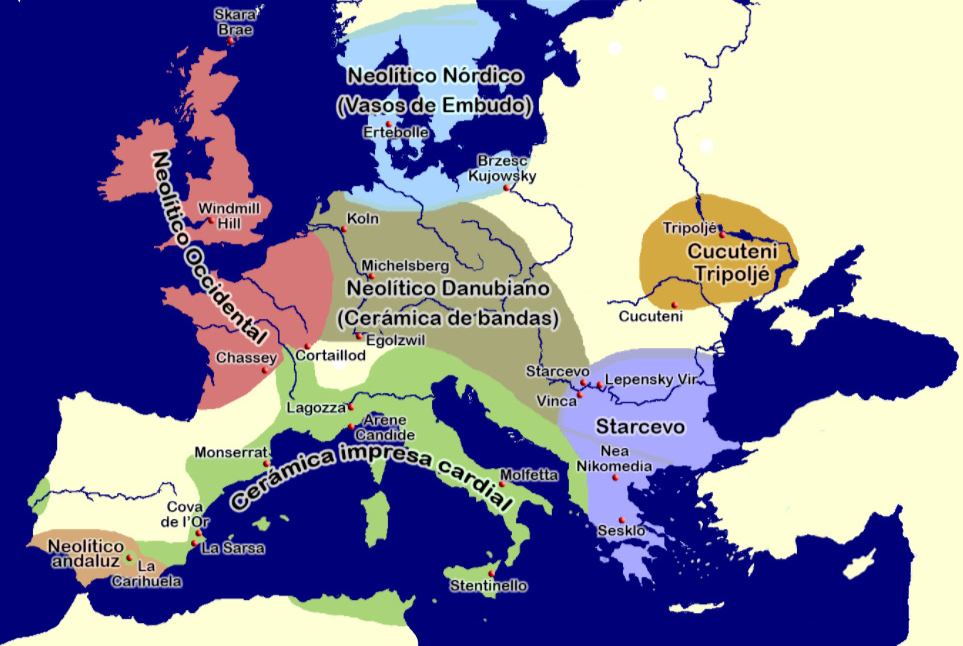
El neolític a Europa

## Característiques i cultures relacionades
La ceràmica és tosca en general, tot i que apareixen formes més elaborades de tipus globular i ornament rústic d'acanaladuras o de tipus barbotina; també sorgeixen amb el temps atuells pintats de millor qualitat. L'estri característic és una espècie d'espàtula feta d'os, potser per a recollir farina; també hi apareixen figuretes d'argila. La cultura de Körös, a Hongria, és molt semblant, en què també apareixen atuells amb peus, pocs pintats. Ambdues cultures donen nom a les de tota la zona en aquest període.
Les cultures de Karanovo (Bulgària), Cris (Romania) i pre-Sesklo (Grècia) en són paral·leles i estretament relacionades.
Les fases finals de la cultura de Starčevo són contemporànies a la fase inicial de la cultura de Vinča.

## Localitats
La cultura Starčevo abasta una àrea considerable que inclou la major part de les actuals Sèrbia i Montenegro, i parts de Bòsnia i Hercegovina, Bulgària, Croàcia, Hongria, Macedònia i Romania.

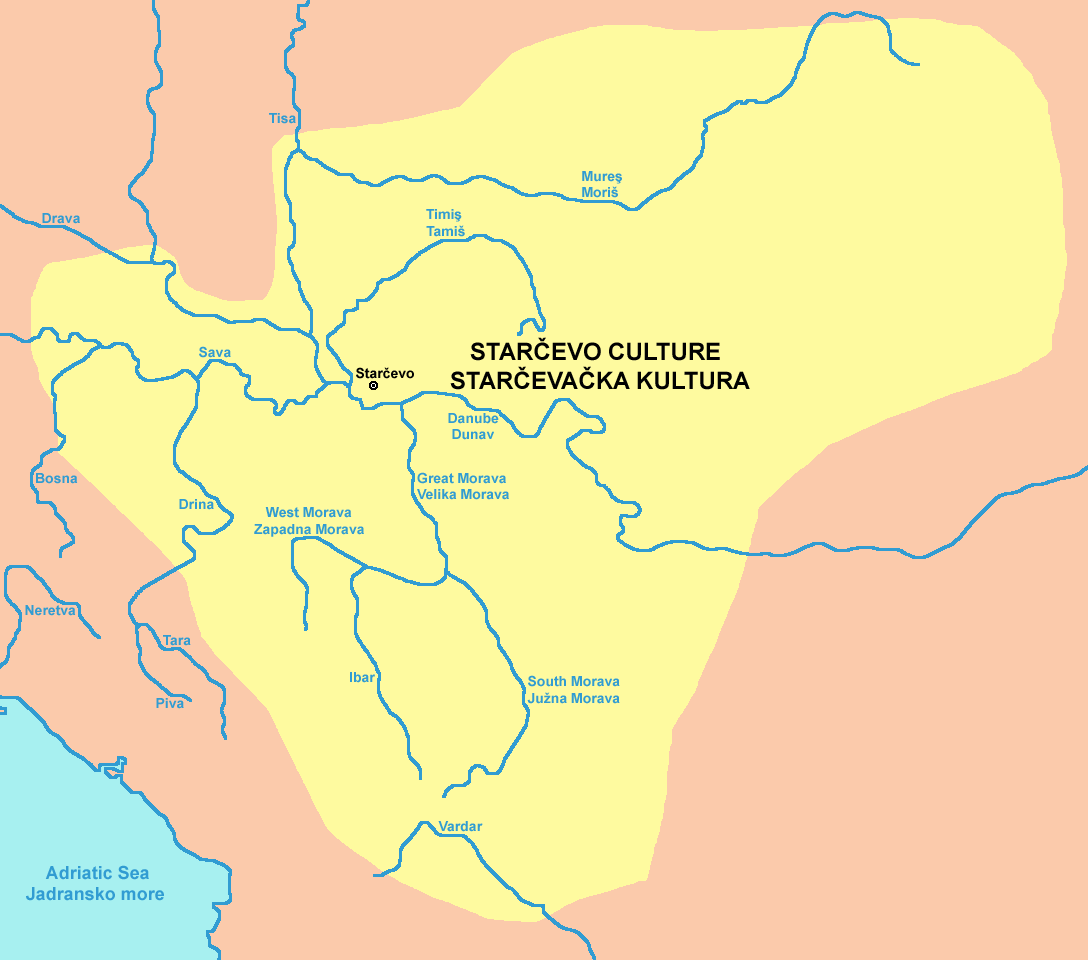
Extensió geogràfica de la cultura de Starčevo

La localitat més a l'oest és l'actual ciutat croata de Bjelovar, al suburbi de Ždralovi, i representa l'etapa final de la cultura. Les troballes de Ždralovi pertanyen a un subtipus regional de la variant final (fàcies Zdralovi) del llarg procés de desenvolupament de la cultura de Starčevo.

## Orígens
Hi ha diferents opinions sobre l'origen etnolingüístic de la gent de la cultura de Starčevo. Uns s'inclinen pel fet que les cultures neolítiques dels Balcans tenen un origen no indoeuropeu[10]. Segons aquesta opinió els indoeuropeus s'assentarien en aquesta regió abans de l'Eneolític. Segons altres, aquestes cultures balcàniques són indoeuropees i procedents d'Anatòlia. Aquestes teories diferents són la hipòtesi Kurgan i la hipòtesi Anatòlia (vegeu també: poble protoindoeuropeu).
Els estudis genètics realitzats sobre restes humanes han comprovat que les restes humanes es corresponen amb les trobades en altres agricultors neolítics europeus.